# Bob Kushell
Bob Kushell é um produtor e roteirista estadunidense. Ficou conhecido por trabalhar em The Simpsons, 3rd Rock from the Sun, Malcolm in the Middle, American Dad, Samantha Who? e Suburgatory.